# Jerzy Mączyński
Jerzy Mączyński (ur. 1938) – polski psycholog specjalizujący się w psychologii organizacji i zarządzania.

## Życiorys
Ukończył psychologię na Uniwersytecie Wrocławskim, gdzie pracował w Instytucie Psychologii. Uzyskał tam kolejno stopnie naukowe: doktora i doktora habilitowanego oraz tytuł profesora nadzwyczajnego.
Od 2004-2008 związany był z Wyższą Szkołą Menadżerską w Legnicy, gdzie pełnił funkcję prorektora, a od 2008 r. rektora  oraz Polsko-Czeską Wyższą Szkołą Biznesu i Sportu „Collegium Glacense” w Nowej Rudzie (rektor w latach 2004-2008). Aktualnie jest pracownikiem naukowym Społecznej Akademii Nauk w Łodzi.